# Aeroportul Regional Penticton
Aeroportul Regional Penticton (IATA: YYF, ICAO: CYYF) este un aeroport din Columbia Britanică, Canada ce deservește zona Regional District of Okanagan-Similkameen⁠(d). Aeroportul a fost tranzitat în 2021 de 40.539 de pasageri.
Situat la o altitudine de 344 m, aeroportul dispune de o singură pistă.